# Hemiphyllodactylus titiwangsaensis
Hemiphyllodactylus titiwangsaensis là một loài thằn lằn trong họ Gekkonidae. Loài này được Zug mô tả khoa học đầu tiên năm 2010.